# Брати Вайнери
Брати Вайнери — радянський і російський літературний творчий дует, Аркадій Олександрович (1931—2005) і Георгій Олександрович (1938—2009). У співавторстві написали близько 150 книг та 22 сценарії.